# Arnaut Daniel

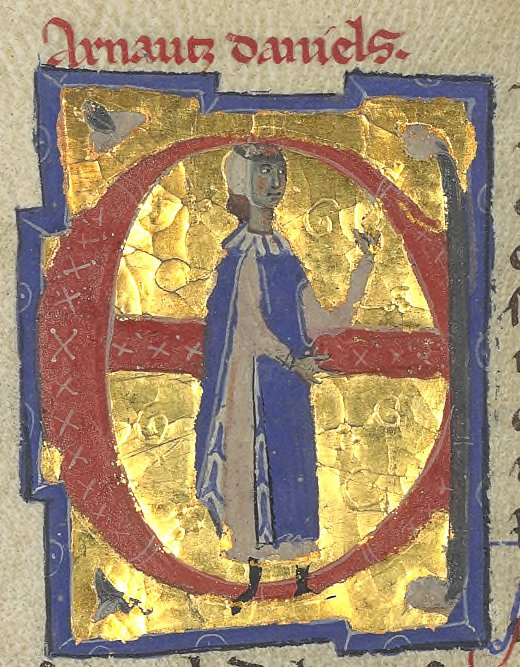
Detall: miniatura que representa Arnaut Daniel en el cançoner K: BnF ms. 12473 fol. 50, cançoner K

Arnaut Daniel fou un trobador occità del segle xii, nascut a Rabairac, Dordonya. Formà part de la cort de Ricard Cor de Lleó i de la d'Alfons el Cast.

## Obra
Segons el seu biògraf, Arnaut estava enamorat d'una gran dama de Gascunya però aquest amor no era correspost, el que va inspirar la seva obra poètica. Se'n conserven divuit poemes, escrits entre el 1180 i el 1200 tots, menys un, de temàtica amorosa. Es considera que és el creador de la sextina, fórmula estròfica que ha estat utilitzada pel Dant o per Ezra Pound, i a Catalunya a bastament per Joan Brossa i Maria-Mercè Marçal. La influència de Daniel sobre Jordi de Sant Jordi, Andreu Febrer i Cerverí de Girona és notable. Fou també la figura més destacada del trobar ric.
Es conserva la música de dues de les seves composicions: (29,6) Chansson do⋅il mot son plan e prim, amb música conservada al cançoner G i (29,14) Lo ferm voler q'el cor m'intra, la sextina, amb música també conservada al cançoner G.

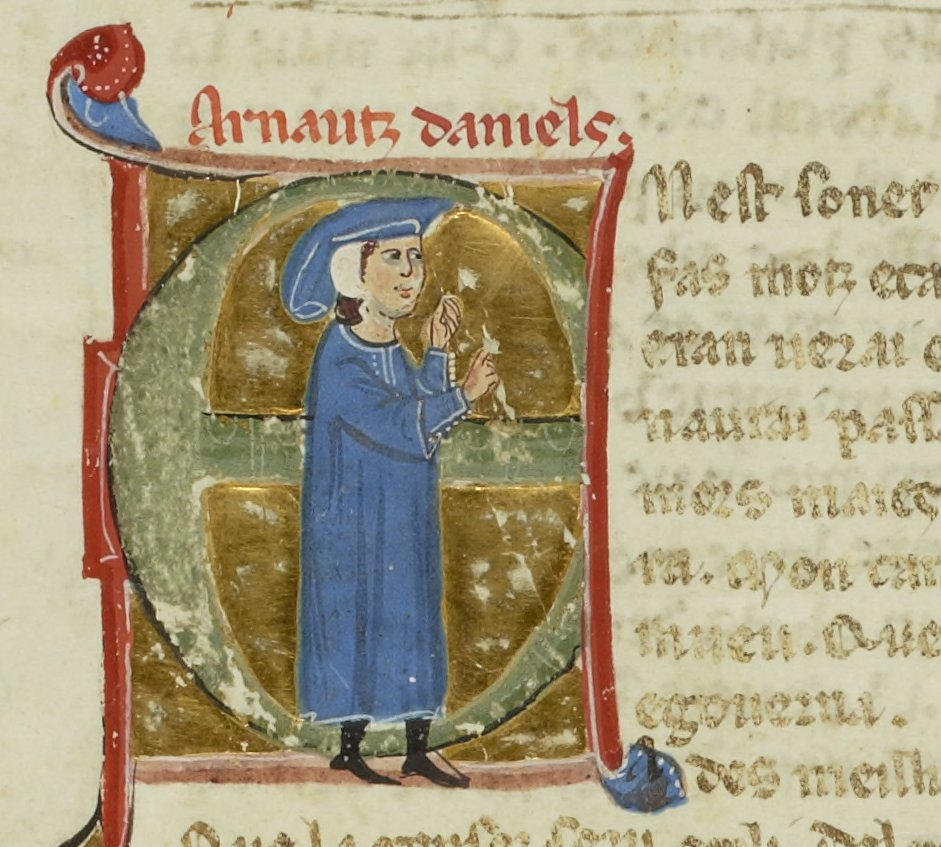
BnF ms. 854 fol. 65; cançoner I

El Dant va considerar que era el millor trobador de tots els temps i li va dedicar un vers escrit en occità a la Divina Comèdia, al capítol XXVI del Purgatori, on considera que "(...) fu il miglior fabbro del parlar materno" (fou el millor orfebre de la llengua materna). També Petrarca, a l'obra Triomfs, li dedicà elogis:"gran maestro d'amore" i "fra tutti il primo" (el primer de tots). És cèlebre, sobretot, l'elogi del seu "dir strano e bello", en referència a la seva originalitat i a la bellesa de les seves composicions, plenes de sonoritat.